# Roberto Esposito (pianista)
| Roberto Esposito             | Roberto Esposito                |
| ---------------------------- | ------------------------------- |
| Nazionalità                  | 🇮🇹 Italia                       |
| Genere                       | Classica Contemporanea Jazz Pop |
| Periodo di attività musicale | 2014 - in attività              |
| Strumento                    | Pianoforte                      |
| Album Pubblicati             | 2                               |

Roberto Esposito (Tricase, 17 settembre 1984) è un pianista e compositore italiano.

## Biografia
Nasce a Tricase nel 1984. Inizia gli studi del pianoforte all'età di 11 anni, laureandosi nel 2011 col massimo dei voti e lode presso il Conservatorio A. Boito di Parma. Qui frequenta contemporaneamente il triennio Jazz. 
Nel 2011 esegue da solista il 4º Concerto per Pianoforte e Orchestra di Rachmaninoff, con l'orchestra "Fondazione Arturo Toscanini" presso l'Auditorium Paganini di Parma. 
In attività classiche, collabora con Philip Glass, Maki Namekawa, Jenny Lin, Roberto Cappello, Gesualdo Coggi, Katia Ricciarelli.
In attività jazzistiche collabora con Fabrizio Bosso, Julian Mazzariello, oltre ad aprire i concerti di Dado Moroni, Alvin Queen, Enrico Rava ed altri. 
Dal 2014 collabora stabilmente con il noto imprenditore e personaggio televisivo Joe Bastianich, con il quale ha formato una band che lo vede impegnato in numerosi Festival (Umbria Jazz) e collaborazioni.

## Discografia
- The Decades (Workin Label 2014)
Il 2014 vede l’uscita dell’album d’esordio, The Decades, composto da 10 tracce in piano solo in cui risaltano i riferimenti alla musica folkloristica dell’Italia meridionale (pizzica, taranta),affrontata con un linguaggio ampiamente jazzistico ed improvvisativo, spesso inquadrato in schemi formali classici (improvvisi, studi, fantasie, rapsodie). Tra il 2014 ed il 2015, il pianista Roberto Esposito ha avuto la possibilità di presentare il suo progetto in Piano Solo in Italia (tra gli altri, Fazioli Showroom Milano) in Europa (Danimarca, Austria, Olanda), negli Stati Uniti (New York e Massachusetts) e nei caraibi (Haiti Festival). 
- Piano Concerto "Fantastico" (GrandPiano/Naxos Records 2018)
Nel 2016 compone il suo nuovo lavoro intitolato Piano Concerto Fantastico op.8 N. 1, che comporta la registrazione e la pubblicazione di un concerto inedito per pianoforte ed orchestra. Tale concerto, di struttura classico/romantica (tre movimenti Moderato, Largo, Presto), rispetta i canoni formali del Concerto Romantico, intrisi, però, di un linguaggio jazzistico e moderno con riferimenti stilistici alla musica di Scriabin, Kapustin, Samuel Barber, Bartok, Gershwin e tanti altri. Il concerto, scritto tra Novembre 2015 e Marzo 2016 si propone, così come nella prima produzione discografica di Esposito ed in particolar modo nel terzo movimento, di coniugare gli elementi classici e Jazzistici a quelli della musica tradizionale del sud Italia, da cui il pianista/compositore proviene. L'Album "Piano Concerto Fantastico è stato pubblicato dall'etichetta Grand Piano (Naxos Records) l'8 giugno 2018.